# Иногамова-Хегай, Людмила Валентиновна
Людми́ла Валенти́новна Иногамова-Хегай (род. 25 ноября 1954 года) — российский правовед, доктор юридических наук, профессор, специалист в области уголовного права и автор более 200 работ: научных публикаций и учебников по уголовному и международному уголовному праву. В настоящее время является профессором кафедры уголовного права Московского государственного юридического университета имени О. Е. Кутафина (МГЮА). Под научным руководством Людмилы Валентиновны были защищены множество кандидатских и докторских диссертаций. Сферу научных интересов Л.В, Иногамовой-Хегай составляют проблемные вопросы назначения наказания, конкуренции уголовно-правовых норм, международного уголовного права, а также уголовно-правового противодействия коррупции.

## Биография
Родилась по разным источникам в Караганде (в настоящее время Казахстан) или её окрестностях. Окончила юридический факультет МГУ им. Ломоносова, там же защитила кандидатскую диссертацию по теме «Условно-досрочное освобождение от наказания». В 1999 году защитила докторскую диссертацию по теме «Конкуренция норм уголовного права» в МГЮА им. О. Е. Кутафина. Член научно-экспертного совета Комитета по правовым и судебным вопросам Совета Федерации Федерального Собрания РФ и научно-консультативного совета при Верховном Суде РФ. Входит в состав экзаменационной комиссии Квалификационной коллегии судей г. Москвы.

## Награды
- Юбилейная медаль «90 лет профсоюзу работников государственных учреждений России».